# Creta bizantina
La isla de Creta cayó bajo el dominio del Imperio bizantino en dos períodos: el primero se extiende desde la época romana tardía (siglo III) a la conquista de la isla por parte de exiliados andaluces a fines de 820, y el segundo desde la reconquista de la isla en 961 a su captura por las fuerzas de la competencia de Génova y Venecia en 1205.

## Historia

### Primer período bizantino
Bajo el dominio romano, Creta había formado una provincia conjunta con la Cirenaica, la de Creta y Cirenaica. Bajo Diocleciano (r. 284-305) se formó como una provincia separada, mientras que Constantino el Grande (r. 306-337) la subordina a la Diócesis de Moesia (y más tarde la Diócesis de Macedonia) dentro de la Prefectura del pretorio de Iliria, un arreglo que persistió hasta el final de la Antigüedad tardía. Algunas instituciones administrativas, como el Koinon venerable de la isla, persistieron hasta el final del siglo IV, pero como en otras partes del imperio, estas instituciones cívicas provinciales fueron abandonadas ante el creciente poder de los funcionarios imperiales. 
Pocas fuentes contemporáneas mencionan Creta durante el período comprendido entre el siglo IV y la conquista musulmana en los años 820. Durante este tiempo, la isla era en gran medida un remanso de provincia tranquilo en la periferia del mundo grecorromano. Sus obispos incluso están ausentes del Primer Concilio de Nicea en 325, en contraste con los de las islas vecinas como Rodas o Kos. Con la excepción de un ataque de los vándalos en 457 y los grandes terremotos de 365, 415, 448 y 531, que destruyeron muchas ciudades, la isla se mantuvo pacífica y próspera, testificado por los numerosos, grandes y bien construidos monumentos del período que sobreviven en la misma. En el Synecdemus del siglo VI, Creta está marcada como gobernada por un consular, con capital en Gortyn, y hasta 22 ciudades. La población en este período se estima tan alta como 250.000, y era casi exclusivamente cristiana, a excepción de algunos judíos que viven en los principales centros urbanos.
Esta paz se rompió en el siglo VII. Creta sufrió una primera incursión de los eslavos en 623, seguida de incursiones árabes en 654 y 670, durante la primera ola de las primeras conquistas musulmanas, y nuevamente durante las primeras décadas de siglo VIII, especialmente bajo el califa al-Walid I (r. 705–715). Posteriormente, la isla permaneció relativamente segura, bajo el gobierno de un arconte designado por Constantinopla. En ca. 732, el emperador Leon III el Isaurico transfirió la isla de la jurisdicción del Papa a la del Patriarcado de Constantinopla. Un estrategos de Creta está atestiguado en 767, y se conoce el sello de un tourmarches de Creta. Esto ha llevado a sugerir que la isla se constituyó como un thema en el siglo VIII, quizás ya en los años 730. Sin embargo, la mayoría de los estudiosos no consideran la evidencia lo suficientemente concluyente y piensan que es poco probable que la isla fuera un thema en ese momento.

### Gobierno árabe y reconquista bizantina
El gobierno bizantino duró hasta finales de los años 820, cuando un gran grupo de exiliados de la España musulmana desembarcó en la isla y comenzó su conquista. Los bizantinos emprendieron repetidas expediciones para hacerlos retroceder, y parecen haber designado estrategos para administrar las partes de la isla aún controlaban. Sin embargo, las sucesivas campañas fracasaron y no pudieron evitar el asentamiento sarraceno en la imponente plaza fuerte de Chandax, en la costa norte, capital del nuevo Emirato de Creta. La conquista musulmana de Creta comportó graves problemas para Bizancio, ya que hizo las costas e islas del mar Egeo vulnerables a la piratería.
Una importante campaña bizantina en 842/843 a cargo de Teoctisto recuperó parte de la isla, y aparentemente permitió el restablecimiento de las partes recuperadas de la isla como thema, como lo demuestra la presencia de un estrategos de Creta en el Taktikon Uspensky, obra de la época. Sin embargo, Teoctisto tuvo que abandonar la campaña, y las tropas abandonadas fueron rápidamente derrotadas por los sarracenos. Otros intentos bizantinos de reconquista en 911 y 949 fracasaron desastrosamente, hasta que en 960-961 el general Nicéforo Focas, al frente de un enorme ejército, desembarcó en la isla y conquistó Chandax, recobrando Creta para Bizancio.

### Segundo periodo bizantino
Después de la reconquista, la isla se organizó como un thema regular, con una estrategos en Chandax. Se emprendieron grandes esfuerzos para la conversión de la población, liderados por John Xenos y Nikon el Metanoeite. Un regimiento (taxiarchia) de 1000 hombres fue establecido como guarnición de la isla, bajo taxiarches separados y subdividido en turmai.
Bajo Alejo I Comneno (r. 1081-1118), la isla estaba gobernada por un doux o Catapan. A principios del siglo XII, quedó, junto con el sur de Grecia (los themas de Hellas y el Peloponeso) bajo el control general del megas doux, el comandante en jefe de la armada bizantina. Aparte de la revuelta de su gobernador, Karykes, en 1092/1093, la isla siguió siendo un remanso relativamente pacífico, seguramente en manos bizantinas hasta la Cuarta Cruzada. Durante la Cruzada, Creta parece haber sido otorgada a Bonifacio I, marqués de Montferrato como pronoia por el emperador Alejo IV Ángelo. Bonifacio, sin embargo, incapaz de extender su control a la isla, vendió sus derechos a la isla a la República de Venecia. En el evento, la isla fue tomada por los rivales venecianos, la República de Génova, le tomó Venecia hasta 1212 para asegurar su control sobre la isla y establecerla como una colonia veneciana, el Reino de Candía.